# Anotylus saulcyi
Anotylus saulcyi är en skalbaggsart som först beskrevs av Pandellé 1867.  Anotylus saulcyi ingår i släktet Anotylus, och familjen kortvingar. Arten är reproducerande i Sverige.